# طريقة العتبة المتوازنة

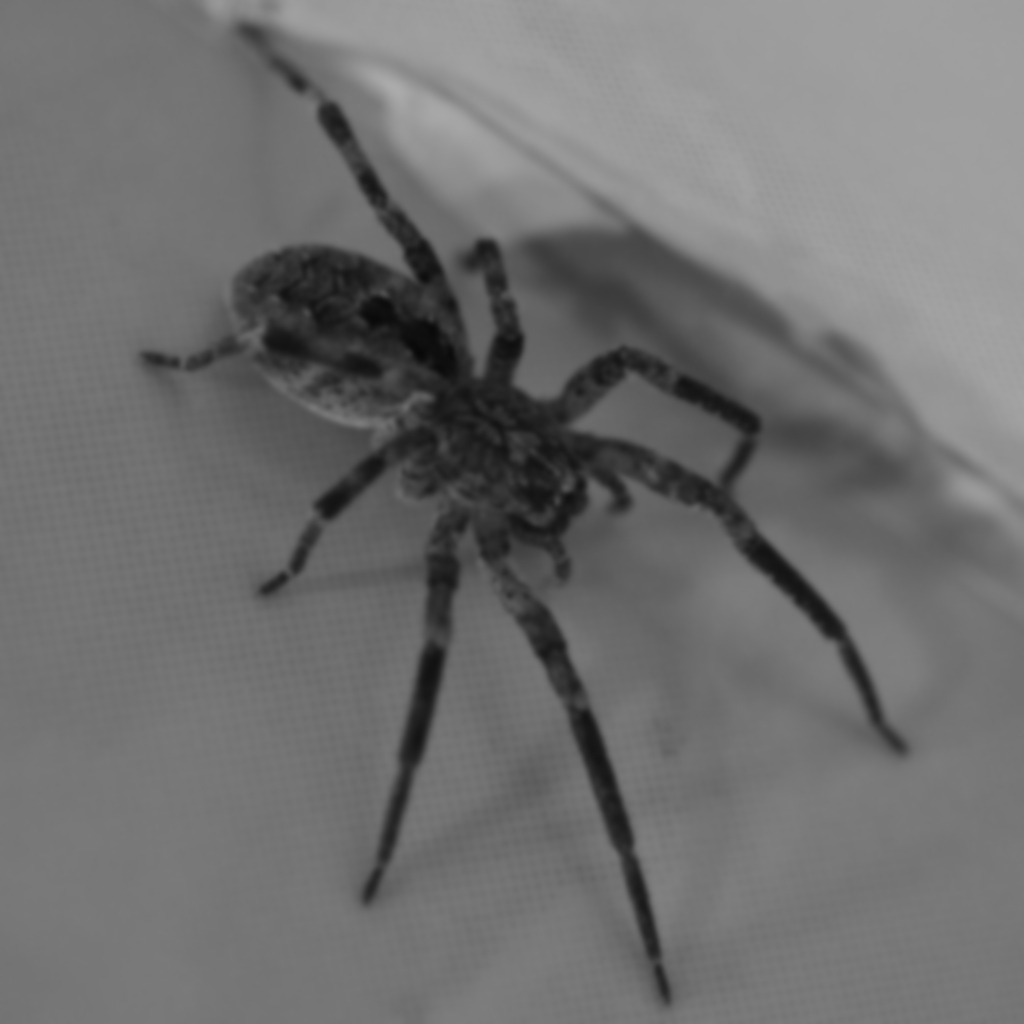
الصورة الاصلية.

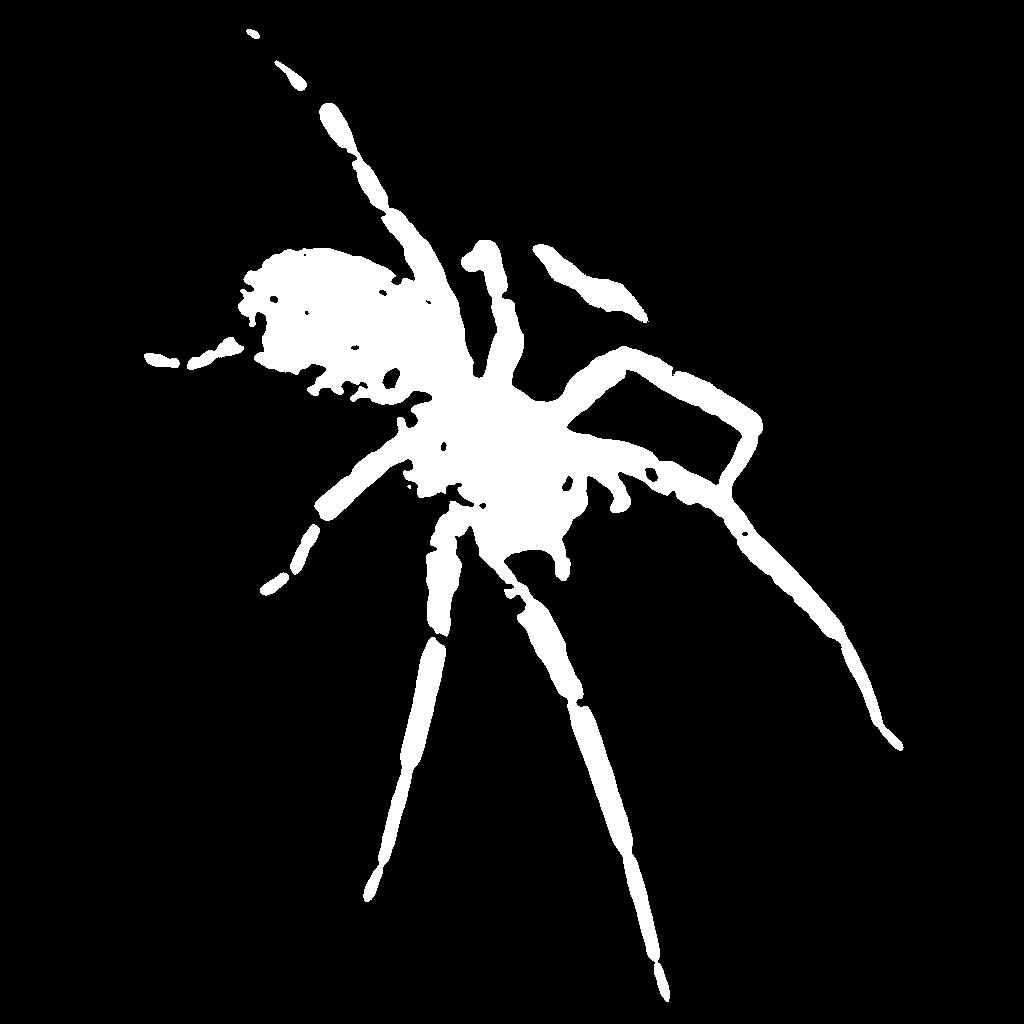
الصورة المقسمة.

في معالجة الصور، طريقة العتبة المتوازنة (BHT), هي طريقة تستخدم في تجزئة الصورة بأسلوب مستوى العتبة والتي تعتمد هذه الطريقة افتراض بأن الصورة يمكن تقسيمها إلى : خلفية والمحتوى.
تتميز	هذة الطريقة بأنها تزن المدراج، أو مايعرف باسم الهيستوغرام ولذلك لفحص أي الاتجاهين أثقل وتقوم بتقليل وزن الطرف الأثقل إلى أن يصبح أخف. انها تقوم بتكرار هذة العملية حتى تصبح اوزان حواف التدرج الوزني متوافقة.
ببساطة. هذة الطريقة تستتخدم بشكل أساسي كعملية اولية في مايعرف بعملية التقسيم الالية automatic image thresholding

## الخوارزمية
الكود التالي هو تمثيل بلغة سي عن طريقة Balanced Histogram Thresholding :
```
	 
int
 
BHThreshold
(
int
[]
 
histogram
)
 
{

		
i_m
 
=
 
(
int
)((
i_s
 
+
 
i_e
)
 
/
 
2.0f
);
 
// center of the weighing scale I_m

		
w_l
 
=
 
get_weight
(
i_s
,
 
i_m
 
+
 
1
,
 
histogram
);
 
// weight on the left W_l

		
w_r
 
=
 
get_weight
(
i_m
 
+
 
1
,
 
i_e
 
+
 
1
,
 
histogram
);
 
// weight on the right W_r

		
while
 
(
i_s
 
<=
 
i_e
)
 
{

		 
if
 
(
w_r
>
 
w_l
)
 
{
 
// right side is heavier

		 
w_r
 
-=
 
histogram
[
i_e
--
];

		 
if
 
(((
i_s
 
+
 
i_e
)
 
/
 
2
)
 
<
i_m
)
 
{

		 
w_r
 
+=
 
histogram
[
i_m
];

		 
w_l
 
-=
 
histogram
[
i_m
--
];

		 
}

		 
}
 
else
 
if
 
(
w_l
>=
 
w_r
)
 
{
 
// left side is heavier

		 
w_l
 
-=
 
histogram
[
i_s
++
];
 

		 
if
 
(((
i_s
 
+
 
i_e
)
 
/
 
2
)
>
 
i_m
)
 
{

		 
w_l
 
+=
 
histogram
[
i_m
 
+
 
1
];

		 
w_r
 
-=
 
histogram
[
i_m
 
+
 
1
];

		 
i_m
++
;

		 
}

		 
}

		
}

		
return
 
i_m
;

	 
}

```

آلية عمل الطريقة.

هذة الطريقة قد تحمل بعض المشاكل عند التعامل مع الصور عالية التشويش وذلك لأن الورزن التدرجي weighing scale قد لا يكون في مكانه الصحيح.

## اقرأ أيضا
- مستوى العتبة
- Ostsu vs. BHT